# Hans Globke
Hans Josef Maria Globke (10. září 1898, Düsseldorf, Německé císařství – 13. února 1973, Bonn, Západní Německo) byl německý právník a vysoký státní úředník. V době nacistického Německa pomáhal zformulovat rasistické norimberské zákony. Osm let po válce si ho německý kancléř Konrad Adenauer přesto vybral jako ředitele svého kancléřského úřadu. Globke je považován za šedou eminenci Adenauerovy éry, která měla významný vliv na personální obsazení ministerstev, úřadů i tajných služeb.

## Život
Globke se narodil v Düsseldorfu v katolické rodině, jeho rodiče byli stoupenci klerikální strany Zentrum. Krátce po jeho narození se rodina přestěhovala do Aachen na západní hranici Německa, kde si jeho otec otevřel obchod s textilem. Poté, co v roce 1916 dokončil studium na elitním Kaiser-Karl-Gymnasium, byl povolán do armády. Do konce 1. světové války pak sloužil u dělostřelecké jednotky na západní frontě. Po válce studoval právo a politické vědy na univerzitě v Bonnu a univerzitě v Kolíně nad Rýnem. V roce 1922 se po studiu na univerzitě v Giessenu stal doktorem práv.
Během studia se Globke coby praktikující katolík stal členem federace katolických studentů Cartellverband. Jeho kontakty se členy této organizace i politické strany Zentrum (do které vstoupil v roce 1922) hrály v jeho pozdějším životě důležitou roli.
V roce 1932 Globke nastoupil jako právník na říšské ministerstvo vnitra, kde pracoval až do konce války. O tři roky později se stal jedním ze spoluautorů oficiálních komentářů k rasistickým norimberským zákonům.
V roce 1953 se stal ředitelem kancléřského úřadu Konrada Adenauera. Ten se pak v roce 1961 v zájmu Globkeho i dalších bývalých nacistů snažil ovlivnit proces proti Adolfu Eichmannovi v Jeruzalémě. Západoněmecká vláda naléhala, aby zůstalo jen u tohoto soudu a Izrael dál neprobíral spoluvinu dalších Němců. Pohrozila Izraeli, že omezí zbrojní dodávky z Německa, pokud by bylo při procesu zmíněno Globkeho jméno.
V roce 1963 byl Globke v NDR v nepřítomnosti odsouzen na doživotí. Podle vlády Západního Německa šlo o politický proces.